# Шибулак (Темирский район)
Шибулак (каз. Шибұлақ) — село в Темирском районе Актюбинской области Казахстана. Входит в состав Кайындинского сельского округа. Код КАТО — 155637300.

## Население
В 1989 году население села составляло 371 человек. Национальный состав: казахи. В 1999 году население села составляло 377 человек (191 мужчина и 186 женщин). По данным переписи 2009 года, в селе проживало 196 человек (97 мужчин и 99 женщин). По данным переписи 2021 года, в селе проживало 54 человек (33 мужчин и 21 женщин).
| Численность населения | Численность населения | Численность населения | Численность населения |
| 1989                  | 1999                  | 2009                  | 2021                  |
| --------------------- | --------------------- | --------------------- | --------------------- |
| 371                   | ↗377                  | ↘196                  | ↘54                   |